# Liga Norte Senior 7×7 2020
La Liga Norte 7×7 2020 è la 3ª edizione del campionato di football a 7, organizzato dalla FEFAPA.

## Squadre partecipanti
| Club                                 | Città                    | Stadio | Sponsor ufficiale |
| ------------------------------------ | ------------------------ | ------ | ----------------- |
| Bilbao Akerrak                       | Bilbao                   |        |                   |
| Black Widow Towers                   | La Coruña                |        |                   |
| Cantabria Bisons                     | Santander                |        |                   |
| CDE Berserkers                       | Torrelavega              |        |                   |
| Coyotes de Santurtzi                 | Santurtzi                |        |                   |
| Fuenlabrada Cuervos                  | Fuenlabrada              |        |                   |
| Guadalajara Stings                   | Guadalajara              |        |                   |
| Mercenarios de Villamayor de Gállego | Villamayor de Gállego    |        |                   |
| Oviedo Madbulls                      | Oviedo                   |        |                   |
| Santa Coloma de Cervelló Legends     | Santa Coloma de Cervelló |        |                   |
| Santiago Black Ravens                | Santiago di Compostela   |        |                   |
| Towers Chieftains                    | La Coruña                |        |                   |
| Valladolid Penguins                  | Valladolid               |        |                   |

## Stagione regolare

### Calendario

#### 1ª giornata
| Guadalajara 11 gennaio 2020, ore 12:00 | Guadalajara Stings | 31 – 6 [www.fefapa.es/event/1847/ referto] | Fuenlabrada Cuervos | Campo de Fútbol Municipal Pedro Escartín |

| Valladolid 11 gennaio 2020, ore 13:30 | Valladolid Penguins | 12 – 47 referto | Bilbao Akerrak | Colegio Nuestra Señora del Rosario |

| Santander 11 gennaio 2020, ore 17:00 | Cantabria Bisons | 30 – 0 referto | CDE Berserkers | IMD Ruth Beitia |

| Cambre 12 gennaio 2020, ore 11:00 | Black Widow Towers | 52 – 32 referto | Towers Chieftains | Campo de Futbol Dani Mallo |

| Villamayor de Gállego 12 gennaio 2020, ore 11:30 | Mercenarios de Villamayor de Gállego | 12 – 55 referto | Santa Coloma de Cervelló Legends | Campo de futbol Tarba |

| Santiago di Compostela 12 gennaio 2020, ore 15:00 | Santiago Black Ravens | 40 – 0 referto | Oviedo Madbulls | Campo de fútbol municipal de As Cancelas |

#### 2ª giornata
| Santurtzi 19 gennaio 2020, ore 11:00 | Coyotes de Santurtzi | 32 – 19 referto | CDE Berserkers | Polideportivo Municipal de Santurtzi Mikel Trueba |

#### 3ª giornata
| Guadalajara 25 gennaio 2020, ore 16:00 | Guadalajara Stings | 27 – 23 referto | Santa Coloma de Cervelló Legends | Campo de Fútbol Municipal Pedro Escartín |

| Fuenlabrada 25 gennaio 2020, ore 18:00 | Fuenlabrada Cuervos | 6 – 44 referto | Mercenarios de Villamayor de Gállego | Polideportivo Fermín Cacho |

| Torrelavega 26 gennaio 2020, ore 11:00 | CDE Berserkers | 0 – 38 referto | Bilbao Akerrak | Complejo Deportivo Oscar Freire |

| Sotiello 26 gennaio 2020, ore 12:30 | Oviedo Madbulls | 0 – 40 referto | Black Widow Towers | Polideportivo Manuel Novo |

| Cambre 26 gennaio 2020, ore 12:00 | Towers Chieftains | 46 – 36 referto | Santiago Black Ravens | Campo de Futbol Dani Mallo |

#### 4ª giornata
| Santander 2 febbraio 2020, ore 12:00 | Cantabria Bisons | 46 – 6 referto | Bilbao Akerrak | IMD Ruth Beitia |

#### 5ª giornata
| Valladolid 8 febbraio 2020, ore 13:30 | Valladolid Penguins | 14 – 18 referto | CDE Berserkers | Colegio Nuestra Señora del Rosario |

| Fuenlabrada 8 febbraio 2020, ore 17:00 | Fuenlabrada Cuervos | 13 – 69 referto | Santa Coloma de Cervelló Legends | Polideportivo Fermín Cacho |

| Santander 9 febbraio 2020, ore 12:00 | Cantabria Bisons | 46 – 6 referto | Coyotes de Santurtzi | IMD Ruth Beitia |

| Villamayor de Gállego 9 febbraio 2020, ore 12:00 | Mercenarios de Villamayor de Gállego | 12 – 28 referto | Guadalajara Stings | Campo de futbol Tarba |

| Cambre 9 febbraio 2020, ore 12:00 | Black Widow Towers | 45 – 14 referto | Santiago Black Ravens | Campo de Futbol Dani Mallo |

| Sotiello 9 febbraio 2020, ore 15:00 | Oviedo Madbulls | 15 – 34 referto | Towers Chieftains | Polideportivo Manuel Novo |

#### 6ª giornata
| Larraskitu 16 febbraio 2020, ore 12:00 | Bilbao Akerrak | 21 – 11 referto | Valladolid Penguins | El Fango Kiroldegia |

| Santa Coloma de Cervelló 16 febbraio 2020, ore 12:00 | Santa Coloma de Cervelló Legends | 0 – 2 referto | Guadalajara Stings | Camp de Futbol Municipal Eusebi Guell |

#### 7ª giornata
| Torrelavega 23 febbraio 2020, ore 11:00 | CDE Berserkers | 20 – 46 referto | Coyotes de Santurtzi | Complejo Deportivo Oscar Freire |

| Santiago di Compostela 23 febbraio 2020, ore 16:00 | Santiago Black Ravens | - – - () referto | Towers Chieftains | Campo de fútbol municipal de As Cancelas |

#### 8ª giornata
| Villamayor de Gállego 1º marzo 2020, ore 10:00 | Mercenarios de Villamayor de Gállego | 56 – 6 referto | Fuenlabrada Cuervos | Campo de futbol Tarba |

| Larraskitu 1º marzo 2020, ore 12:00 | Bilbao Akerrak | 19 – 42 referto | Cantabria Bisons | El Fango Kiroldegia |

| Cambre 1º marzo 2020, ore 17:00 | Black Widow Towers | 13 – 0 referto | Oviedo Madbulls | Campo de Futbol Dani Mallo |

#### 9ª giornata
| Torrelavega 7 marzo 2020, ore 11:00 | CDE Berserkers | 20 – 6 referto | Valladolid Penguins | Complejo Deportivo Oscar Freire |

| Santa Coloma de Cervelló 7 marzo 2020, ore 17:00 | Santa Coloma de Cervelló Legends | 27 – 0 referto | Mercenarios de Villamayor de Gállego | Camp de Futbol Municipal Eusebi Guell |

| Santurtzi 8 marzo 2020, ore 11:00 | Coyotes de Santurtzi | 14 – 46 referto | Cantabria Bisons | Polideportivo Municipal de Santurtzi Mikel Trueba |

| Cambre 8 marzo 2020, ore 17:00 | Towers Chieftains | 18 – 21 referto | Black Widow Towers | Campo de Futbol Dani Mallo |

#### 10ª giornata
| Fuenlabrada 14 marzo 2020, ore 17:30 | Fuenlabrada Cuervos | – referto | Guadalajara Stings | Polideportivo Fermín Cacho |

| Santurtzi 15 marzo 2020, ore 11:00 | Coyotes de Santurtzi | – referto | Valladolid Penguins | Polideportivo Municipal de Santurtzi Mikel Trueba |

| Sotiello 15 marzo 2020, ore 15:00 | Oviedo Madbulls | – referto | Santiago Black Ravens | Polideportivo Manuel Novo |

#### 11ª giornata
| Cambre 21 marzo 2020 | Towers Chieftains | – referto | Oviedo Madbulls | Campo de Futbol Dani Mallo |

| Valladolid 21 marzo 2020, ore 13:30 | Valladolid Penguins | – referto | Cantabria Bisons | Colegio Nuestra Señora del Rosario |

| Guadalajara 21 marzo 2020, ore 16:00 | Guadalajara Stings | – referto | Mercenarios de Villamayor de Gállego | Campo de Fútbol Municipal Pedro Escartín |

| Santa Coloma de Cervelló 21 marzo 2020, ore 17:00 | Santa Coloma de Cervelló Legends | – referto | Fuenlabrada Cuervos | Camp de Futbol Municipal Eusebi Guell |

| Larraskitu 22 marzo 2020, ore 12:00 | Bilbao Akerrak | – referto | Coyotes de Santurtzi | El Fango Kiroldegia |

| Santiago di Compostela 22 marzo 2020, ore 16:00 | Santiago Black Ravens | – referto | Black Widow Towers | Campo de fútbol municipal de As Cancelas |

### Classifiche
Le classifiche della regular season sono le seguenti:
- PCT = percentuale di vittorie, G = partite giocate, V = partite vinte,  P = partite perse, PF = punti fatti, PS = punti subiti

#### Girone Ovest
| Pos. | Squadra               | PCT   | G | V | N | P | PF  | PS  |
| ---- | --------------------- | ----- | - | - | - | - | --- | --- |
| 1    | Black Widow Towers    | 1.000 | 5 | 5 | 0 | 0 | 171 | 64  |
| 2    | Towers Chieftains     | .500  | 4 | 2 | 0 | 2 | 130 | 124 |
| 3    | Santiago Black Ravens | .333  | 3 | 1 | 0 | 2 | 90  | 91  |
| 4    | Oviedo Madbulls       | .000  | 4 | 0 | 0 | 4 | 15  | 127 |

#### Girone Centro
| Pos. | Squadra              | PCT   | G | V | N | P | PF  | PS  |
| ---- | -------------------- | ----- | - | - | - | - | --- | --- |
| 1    | Cantabria Bisons     | 1.000 | 5 | 5 | 0 | 0 | 210 | 45  |
| 2    | Bilbao Akerrak       | .600  | 5 | 3 | 0 | 2 | 131 | 111 |
| 3    | Coyotes de Santurtzi | .500  | 4 | 2 | 0 | 2 | 98  | 131 |
| 4    | CDE Berserkers       | .333  | 6 | 2 | 0 | 4 | 77  | 166 |
| 5    | Valladolid Penguins  | .000  | 4 | 0 | 0 | 4 | 43  | 106 |

#### Girone Est
| Pos. | Squadra                              | PCT   | G | V | N | P | PF  | PS  |
| ---- | ------------------------------------ | ----- | - | - | - | - | --- | --- |
| 1    | Guadalajara Stings                   | 1.000 | 4 | 4 | 0 | 0 | 88  | 41  |
| 2    | Santa Coloma de Cervelló Legends     | .600  | 5 | 3 | 0 | 2 | 174 | 54  |
| 3    | Mercenarios de Villamayor de Gállego | .400  | 5 | 2 | 0 | 3 | 124 | 122 |
| 4    | Fuenlabrada Cuervos                  | .000  | 4 | 0 | 0 | 4 | 31  | 200 |

## Playoff

### Tabellone
|  | Semifinali | Semifinali | Semifinali |  |  | II Finale | II Finale | II Finale |  |
|  |            |            |            |  |  |           |           |           |  |
|  | TBD        |            |            |  |  |           |           |           |  |
|  |            |            |            |  |  |           |           |           |  |
|  | TBD        |            |            |  |  |           |           |           |  |
|  |            | TBD        |            |  |  |           |           |           |  |
|  |            |            |            |  |  |           |           |           |  |
|  |            |            | TBD        |  |  |           |           |           |  |
|  | TBD        |            |            |  |  |           |           |           |  |
|  |            |            |            |  |  |           |           |           |  |
|  | TBD        |            |            |  |  |           |           |           |  |

### Semifinali
| 2020 | TBD | – | TBD |  |

| 2020 | TBD | – | TBD |  |

### II Finale
| 2020 | TBD | – | TBD |  |